# 臼井儀人
臼井 儀人（うすい よしと、1958年〈昭和33年〉4月21日 - 2009年〈平成21年〉9月11日）は、日本の漫画家・作詞家。静岡県静岡市生まれ、埼玉県春日部市育ち。代表作は『クレヨンしんちゃん』。本名は臼井 義人（うすい よしひと）。

## 来歴
1958年4月21日、静岡県静岡市に生まれ、父親の転勤により、埼玉県春日部市で育つ。
1977年に埼玉県立春日部工業高等学校を卒業。アルバイトをしながらデザイン関係の専門学校に通学していたが、後に中退する。
1979年、広告関係の会社に入社。スーパーマーケットのPOP広告作成で生計を立てながら、地道に各出版社への漫画の持ち込みを続け、1987年に漫画家デビューを果たす。
1990年8月、『週刊Weekly漫画アクション』誌上に『クレヨンしんちゃん』の連載を開始。1992年にテレビ朝日系列でアニメ化され、社会現象を起こすほどの大ブームとなる。いくつかの主題歌や挿入歌の歌詞も提供しているほか、劇場版数作品には本人役で出演もしている。また、増刊号として同作品を表紙および巻頭作品として扱った4コマ漫画雑誌『クレヨンしんちゃん特集号』も毎月出版された。1995年から約1年間、竹書房の4コマ漫画雑誌『まんがライフ』でも『スーパー主婦月美さん』の表紙および巻頭ページを担当した。
2000年11月、『クレヨンしんちゃん特集号』が『まんがタウン』と改題して4コマ漫画雑誌として独立創刊されたのを機に、『週刊Weekly漫画アクション』から移籍し引き続き表紙および巻頭作品を担当。また同時期頃より、既婚女性をターゲットとした同社の雑誌『Jourすてきな主婦たち』でも『クレヨンしんちゃん』の登場人物、野原ひまわりを主役とした作品『プッチプチひまわり』が掲載された。
2004年には『クレヨンしんちゃん』原作単行本のプロモーションのためスペインのバルセロナ市を訪問。その際同国での同作品の普及に感激し「バルセロナでのエピソードを執筆したい」との意向から原作・テレビアニメともにそのストーリーが掲載・放送され、後にスペインでも放送された（2004年5月29日放送「オーラッ!スペイン旅行だゾ」）。

### 不慮の死
2009年9月11日、登山が趣味であった臼井は妙義荒船佐久高原国定公園の荒船山へ単身で日帰り登山に行くと告げ、早朝自宅を出発。列車を乗り継ぎ、下仁田駅からタクシーで登山口の内山峠へ向かい、そこで目撃されたのを最後に連絡が取れなくなった。翌朝になっても帰宅しなかったことから、家族より埼玉県警察春日部警察署へ捜索願が出された。このことは著名な人物の失踪事件として、各種マスメディアでも大きく報道された。

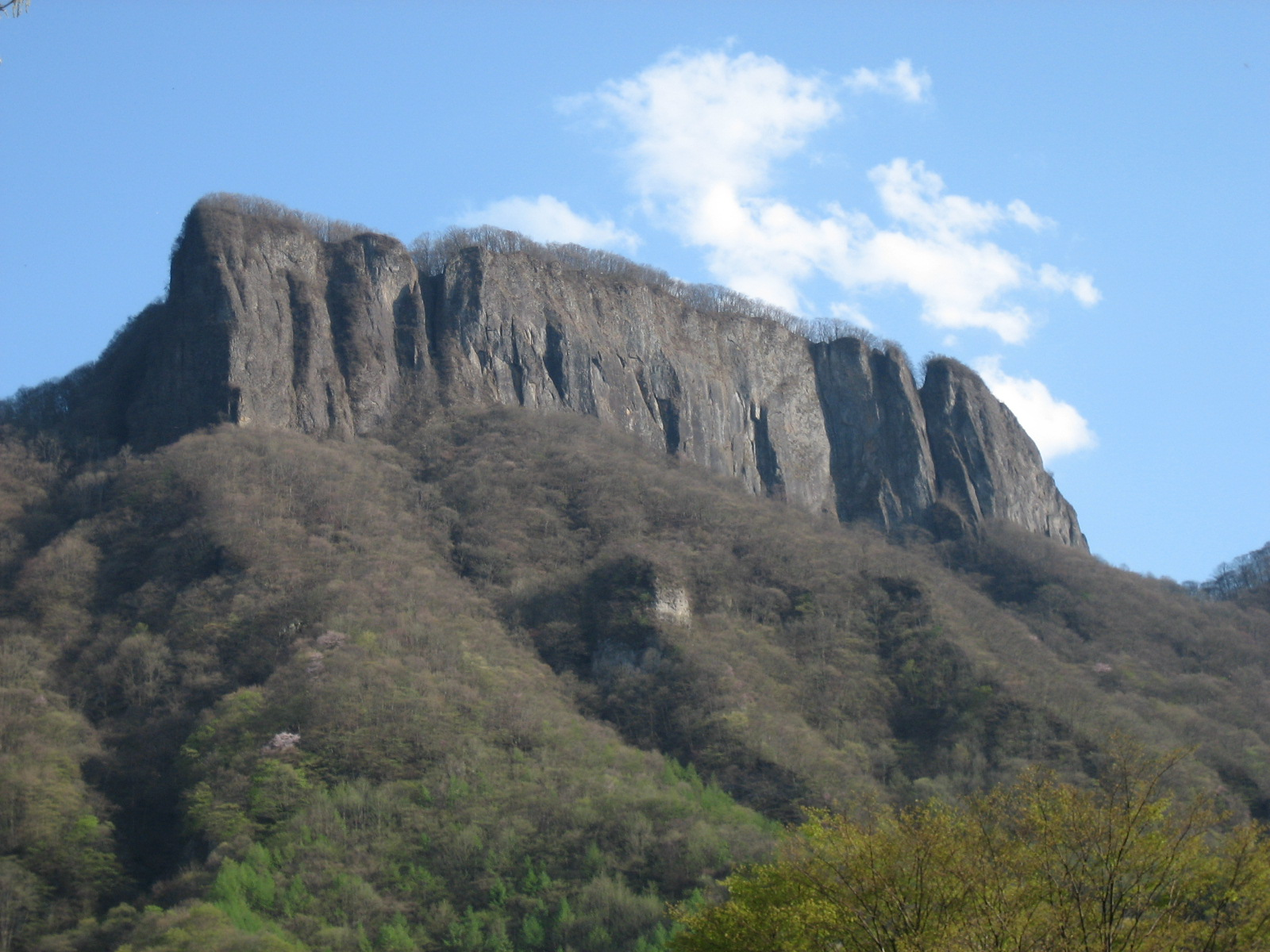
臼井儀人の遺体が発見された荒船山

9月19日になり、荒船山の岩壁にておよそ高さ120メートルの崖下に転落している男性が登山客によって発見され、佐久消防署に通報された。現場の状況から行方不明となっていた臼井本人であることが疑われ、9月20日に群馬県警察の捜索隊が現場へ直行し、男性を収容して下仁田警察署へ搬送。家族関係者により遺体の確認作業が行われ、骨が折れて顔は判別できないほど損傷が激しかったが、最終的には歯型（歯科データ）が決め手となり、臼井であることが判明し、死亡が確認された。満51歳没。
当地での警察による検視の結果、死因は全身強打による肺挫滅であり、死亡推定時刻は11日午後頃と推定された。滑落現場は過去に事故例がほとんどないことから、事件性の有無についても捜査が行われた。現場から発見されたデジタルカメラに残っていた最後の画像は、崖の下を覗き込むように撮影されたもので、事件性はなく写真を撮っている際に誤って転落したと結論づけられた。写真のタイムスタンプなどから、最後の写真は9月11日の12時20分頃に撮影されたと推定されている。
葬儀は9月23日に密葬にて行われた。

### 死後
連載中の『クレヨンしんちゃん』について、双葉社は9月21日に開いた記者会見にて「既に入稿されている『まんがタウン』2009年12月号掲載分まで続ける」と発表。また、同作のテレビアニメを放映しているテレビ朝日も原作者死亡という事態を受け、「今後は家族など関係者と相談したい」というコメントを発表した。その後、2009年11月5日に臼井の遺稿が発見され、『クレヨンしんちゃん』は2010年3月号まで連載が延長された。
現役であった人気漫画家の訃報に際し、『クレヨンしんちゃん』が掲載されている『まんがタウン』など双葉社の雑誌に作品を執筆している樹るう、私屋カヲル、後藤羽矢子、笹野ちはるらをはじめ、その他多くの作家が相次いで哀悼の意を表す記事などを、自身の日記やブログ、ホームページなどで公開した。また、アニメ『クレヨンしんちゃん』2009年10月16日放送分では、冒頭に「臼井儀人先生のご冥福をお祈りします」との追悼メッセージがナレーション込みで放送され、2010年公開の劇場版『クレヨンしんちゃん 超時空!嵐を呼ぶオラの花嫁』のスタッフロールの最後にも、追悼メッセージが流された。

## 人物像
生前の臼井は「漫画家は感動を売るのが使命であって謎めいていた方がいいから」「僕は面白い人間じゃないし、読者ががっかりしちゃうから」という理由で「決して顔出ししない漫画家」として知られていた。遭難し死亡が確認された際にも、日本のメディアは顔写真を一切掲載しなかった。なお、日本国外での報道の中には顔写真が掲載されたものもあるが、それらの写真は、本人が顔写真を公表していないがゆえに情報が錯綜し、黒田征太郎の顔写真を誤って臼井の写真と紹介したものであった。顔出しをしないという意向は葬儀においても徹底され、遺影も位牌もない密葬となった。
以上から、メディアに出演する機会は全くと言っていいほど無かったが、臼井がTBSラジオで放送されていた番組『コサキンDEワァオ!』のヘビーリスナーであったことから、同番組に2回ゲストで出演した。また、数本の劇場版『クレヨンしんちゃん』作品に声優として特別出演も果たしている（後述）。
本人を知る人からは「作家らしくない普通の人」と評され、近所の住民や関係者からも「真面目で常識的」「あいさつを欠かさず感じのよい人」で、地域の活動にも協力的で出しゃばることもなく、周囲から親しまれていたという。
アニメーション監督の押井守は「アニメーションとして動かすことで初めて味が出る絵柄であり、それでいて洗練されていて、デフォルメも効いている。ただ、日本では歓迎されない」と評している。
趣味は登山で単独行が多く、これが前述の事故に繋がった。『クレヨンしんちゃん』劇場版では「便座鑑賞」が趣味という設定になっている。

### 『クレヨンしんちゃん』に関するエピソード
アニメ化された『クレヨンしんちゃん』の一部では、カラオケで歌声を披露している。そのほか、アニメの初代オープニング「動物園は大変だ」や、13代目エンディング「ママとのお約束条項の歌」、挿入歌の「北埼玉ブルース」、「ひまわり体操」など多数の作詞も手掛けている。
NHK『みんなのうた』でも、1997年に発表された楽曲「それがボクのおとうさん」の映像を担当している。この曲を歌っているのは、同曲が発表された年に公開された『暗黒タマタマ大追跡』の主題歌も歌った財津和夫であった。
サザンオールスターズの大ファンであり、作中ではしんのすけの失恋シーンやひろしがお風呂で歌う鼻歌の場面などにサザンの曲を引用。車の中でサザンのカセットを探すシーンも見られる。さらにはコミックスの18巻に「あなただけを 〜Summer Heartbreak〜」（アニメ『家族みんなでハワイだゾ しかもオラ人魚に恋したゾ』ではエンディングテーマとしても使用）、24巻に「希望の轍」の歌詞が掲載されたこともある。
『クレヨンしんちゃん』は現実を舞台にした日常漫画だが、自分なりの非日常冒険外伝も多く描いており『伝説を呼ぶ 踊れ!アミーゴ!』の上映に関しては自らイメージイラストを描いている。また『暗黒タマタマ大追跡』から『爆発!温泉わくわく大決戦』まで「マンガ家（臼井儀人）」役として特別出演しており、その度に野原家一行に殴り倒されるのが恒例となっている。
『超こち亀』で『こちら葛飾区亀有公園前派出所』の両津勘吉、秋本・カトリーヌ・麗子と、『クレヨンしんちゃん』のしんのすけとぶりぶりざえもんを共演させた際、しんのすけは両津と麗子をたじろがせていた。また、臼井は「秋本先生、コサキン聞いてますか？」「麗子さんと付き合いたいです」とメッセージを残した。『こち亀』の作者・秋本治も臼井同様コサキンリスナーでありコサキンのラジオ番組25周年の際には秋本、臼井、さくらももこによる記念ポスターが共同製作された。

## 家族・親族
既婚で、二女を持つ父であった。没後に遺族が週刊誌の取材に応えている。

## 単行本作品リスト
- だらくやストア物語（双葉社 全3巻）※デビュー作。

1. ISBN 9784575931389（1988年11月）
2. ISBN 9784575931891（1990年1月）
3. ISBN 9784575932621（1991年7月）

- おーえるグミ（双葉社 全2巻）

1. ISBN 9784575932041（1990年5月）
2. ISBN 9784575932997（1992年6月）

- クレヨンしんちゃん（双葉社 全50巻）
- 新クレヨンしんちゃん（双葉社 既刊12巻 臼井儀人＆UYスタジオ名義）※臼井の元アシスタントによる続編。
- あんBaらんすぞ〜ん（双葉社 全1巻）

1. ISBN 9784575933055（1992年8月）

- (株)くるぶし産業24時（竹書房 全1巻）

1. ISBN 9784884755997（1992年8月）

- しわよせ人材派遣(株)（徳間書店 全1巻）※ぶんか社より新装版あり

1. ISBN 9784197530816（1993年8月） 新装版 ISBN 9784821199778（2002年9月）

- スーパー主婦月美さん（竹書房 全6巻[注釈 4]）

1. ISBN 9784884756253（1993年1月）
2. ISBN 9784884756925（1993年12月）
3. ISBN 9784812450086（1996年1月）
4. ISBN 9784812451960（1998年4月）
5. ISBN 9784812454619（2000年12月）
6. ISBN 9784812457993（2003年4月）
  - 臼井儀人傑作集 スーパー主婦月美さん（竹書房 よりぬき編のコンビニコミック）
    1. ISBN 9784812469835

- すくらんぶるえっぐ（双葉社 全2巻）

1. ISBN 9784575933178（1992年11月）
2. ISBN 9784575933253（1993年2月）

- すぅぱあ・みっくす（双葉社 全1巻）

1. ISBN 9784575933482（1993年12月）

- ひらきなおっちゃうぞ（竹書房 全1巻）

1. ISBN 9784884756345（1993年3月）

- みっくす・こねくしょん（双葉社 全1巻）

1. ISBN 9784575933413（1993年7月）

- 臼井儀人のもっと ひらきなおっちゃうぞ!（竹書房 全1巻）

1. ISBN 9784884756529（1993年6月）

- 臼井儀人のぶちかましシアター（廣済堂出版 全1巻）

1. ISBN 9784331451267（1994年5月）

- あたしら派遣クイーン（主婦と生活社 全1巻　エッセイコミック）

1. ISBN 9784391122565 （1998年11月）

- 臼井儀人こねくしょん[注釈 5]（双葉社 全3巻）

1. ISBN 9784575936841（2000年4月）
2. ISBN 9784575936896（2000年5月）
3. ISBN 9784575936971（2000年6月）

## 出演

### 劇場アニメ
いずれもマンガ家役。
- クレヨンしんちゃん 暗黒タマタマ大追跡（1997年）
- クレヨンしんちゃん 電撃!ブタのヒヅメ大作戦（1998年）
- クレヨンしんちゃん 爆発!温泉わくわく大決戦（1999年）

### ラジオ
- コサキンDEワァオ!（TBSラジオ、1998年2月、2006年9月23日）